# Phileris prinostylus
Phileris prinostylus är en tvåvingeart som beskrevs av Tsacas 1976. Phileris prinostylus ingår i släktet Phileris och familjen rovflugor. Inga underarter finns listade i Catalogue of Life.